# Velódromo de Montreal
El Velódromo de Montreal (en francés: Vélodrome de Montréal) es un edificio del complejo olímpico de Montreal, en Quebec, Canadá construido para los Juegos Olímpicos de Verano de 1976. El diseño fue realizado por la agencia de arquitectos Roger Taillibert en París. Las competencias de carreras y judo se celebraron allí durante las Olimpiadas. En su momento fue la única pista cubierta en América del Norte. En ese momento, las pistas tenían una distancia habitual para una velódromo de 333 metros, pero el de Montreal tenía solo 285.714 metros. El velódromo ha perdido su objeto y se convirtió en el Biodôme de Montreal, que abrió oficialmente sus puertas el 19 de junio de 1992.